# Littérature des Palais ou Écrits du Char Céleste
La littérature des Palais ou du Char Céleste, en hébreu ספרות ההיכלות והמרכבה (Sifrout ha-heikhalot ve ha-merkava) comprend environ vingt-cinq textes mystiques, rédigés en terre d’Israël entre les IVe et VIIe siècles. Attribués pour la plupart à des docteurs de la Mishna ou du Talmud, ils sont écrits en hébreu ou en judéo-araméen. Ils relatent des visions extatiques des sept Palais (Heikhalot) célestes qui se dévoilent durant les ascensions mystiques, du Char céleste (Merkava), des cieux, des anges et du trône divin en élaborant sur le premier chapitre du Livre d'Ézéchiel.

## Textes
La « littérature des Palais » ou « écrits de la Merkaba » est constitué de courts traités. Elle doit son nom aux sept demeures célestes qui sont l'objet de ces visions mystiques. La vision d'Ezéchiel est une de ses principales sources d'inspiration. 
- Hekhalot Zoutarti: Petit Traité des Palais, relatant l’ascension mystique de Rabbi Akiba.
- Hekhalot Rabbati: Grand Traité des Palais, relatant l’ascension mystique de Rabbi Ishmael.
- Sar Torah : Le Prince de la Loi
- Ma'aseh Merkava: Récit du Char, hymnes extatiques.
- Merkhavah Rabba: Grand Traité du Char
- Massekhet Hekhalot : Traité des Palais
- Sefer Hekhalot: Livre des Palais nommé aussi 3 Hénoch
- Seder Rabba diBerechit : Grand Ordre du Commencement
- Reouyot Yehezqel: Visions d’Ézéchiel.
- Shiour Qoma: Mesure de la Taille, traitant des Dimensions divines.
- Sepher Ha-Razim: Le Livre de Mystères.
- Harba diMoshe: Le Glaive de Moise.
- Alphabet de Rabbi Akiba ben Joseph